# Gesellschaft für Neuropädiatrie
Die Gesellschaft für Neuropädiatrie (GNP) ist eine wissenschaftliche Fachgesellschaft mit dem Ziel der Förderung der Neuropädiatrie in Praxis, Technik, Forschung und Lehre. Sie vertritt Ärztinnen und Ärzte aus Deutschland, Österreich und der Schweiz. Die Gesellschaft ist Mitglied der Arbeitsgemeinschaft der Wissenschaftlichen Medizinischen Fachgesellschaften (AWMF).

## Aufgaben
Die Vereinssatzung der GNP nennt unter anderem folgende Aufgaben:
- Veranstaltung von wissenschaftlichen Tagungen
- Entwicklung, Angebot, Verbreitung und Zertifizierung qualifizierter neuropädiatrischer Aus- und/oder Fortbildungsmaßnahmen zu allen fachrelevanten Kenntnissen, Kompetenzen und Methoden der klinischen und wissenschaftlichen Neuropädiatrie
- Gewährung von Förderinstrumenten (z. B. Stipendien) für die Aus- oder Fortbildung von Ärzten auf dem Gebiet der Neuropädiatrie und Preisvergaben
- fachlichen Erfahrungsaustausch in und zwischen den Ländern Deutschland, Österreich und Schweiz sowie darüberhinausgehende nationale wie internationale Kontaktpflege mit anderen gemeinnützigen medizinisch-wissenschaftlichen Fachgesellschaften,
- Bildungsangebote, vor allem durch Sicherstellung der Edition nationaler wie internationaler Fachzeitschriften.

## Aktivitäten

### Kommissionen
Die inhaltliche Arbeit der Gesellschaft erfolgt in zahlreichen Kommissionen, unter anderem zu folgenden Themen:
- Neue Therapien
- Leitlinien
- Fortbildung
- Weiterbildung
- Neuroonkologie
- Palliativmedizin
- Seltene Erkrankungen

### Veranstaltungen
Die GNP richtet Fortbildungsveranstaltungen, wissenschaftliche Symposien und eine Jahrestagung aus.

## Geschichte
Die GNP wurde 1975 gegründet, seit 1978 ist sie Mitglied der AWMF.